# Лактоза
Лактозата е дизахарид, състоящ се от две молекули на монозахаридите β-D-галактоза и β-D-глюкоза, свързани чрез β1 – 4 гликозидна връзка. Лактозата е 2 – 8% от сухото вещество в млякото. Наименованието идва от латинската дума за мляко и наставката „-оза“, използвана за наименование на захари. Емпиричната формула на лактозата е C12H22O11, а моларната ѝ маса е 342,3 g/mol. При младите бозайници от чревната лигавица се отделя ензим, наречен лактаза (β1 – 4 дизахаридаза), който разделя молекулата на двете ѝ съставни за абсорбция.

## Лактаза
С израстването на младите животни производството на лактаза постепенно затихва и те вече не могат да усвояват лактозата. Това вероятно е адаптационен механизъм за предизвикване на отбиването на малките. Тази загуба на лактаза при съзряване е също и нормалната особеност при повечето възрастни хора. Много хора с произход от Европа, Близкия изток, Индия и масаите в Източна Африка имат вариант на гена за лактаза, който не се изключва след кърмачеството. Тази адаптация е резултат от доенето на овце, говеда, кози и биволи. Процесът на запазване на кърмаческите характеристики при възрастните е един от най-простите пътища на адаптация и се нарича неотения. Наблюдението, че поне част от хората са се адаптирали към лактозата в диетата на възрастните, може да хвърли съмнение върху някои аргументи на защитниците на палеолитната диета, които твърдят, че човешките метаболитни нужди не са се променили от последния ледников период насам.